# Папаманолис, Франгискос
Франгискос Папаманолис (греч. Φραγκίσκος Παπαμανώλης, 5 декабря 1936 года, Греция — 2 октября 2023) — греческий римско-католический прелат, епископ Сироса и Милоса, епископ Санторини и апостольский администратор Крита с 27 июня 1974 года по 13 мая 2014 года, член монашеского ордена францисканцев.

## Биография
Франгискос Папаманолис родился 5 декабря 1936 года в Греции. Вступил в монашеский орден францисканцев. После получения богословского образования был рукоположён 29 апреля 1962 года в священника.
27 июня 1974 года Римский папа Павел VI назначил Франгискоса Папаманолиса епископом епархий Санторини, Сироса и Милоса и апостольским администратором Крита. 20 октября 1974 года состоялось рукоположение Франгискоса Папаманолиса в епископа, которое совершил епископ Георгий Ксенопулос в сослужении с архиепископом Наксоса, Андроса, Тиноса и Миконоса архиепископом Иоаннисом Перрисом и афинским архиепископом Николаосом Фосколосом.
13 мая 2014 года подал в отставку.